# 무안군 (수)
무안군(武安郡)은 수나라 양제 시기에 설치된 중국의 옛 군으로 북주 시기에 설치된 명주(洺州)와 이전까지 존재했던 광평군이 본군의 전신이다. 당나라 이후에 주현제가 실시되면서 다시 명주(洺州)로 불리게 되었다.

## 수나라
607년(수 양제 대업 3년), 무안군으로 개명되기 이전까지는 명주(洺州)로 불렸다. 8현, 118,595호를 거느렸다.
| 현명   | 한자   | 대략적 위치                                   | 비고 |
| ------ | ------ | --------------------------------------------- | --- |
| 영년현 | 永年縣 | 한단 시 융녠 구 광부진(廣府鎭) 일대           | 본래 이름은 광평현(廣平縣)이었고 광평군에 속했다. 북제 시기에 북광평군이 폐지되면서 곡량현(曲梁縣)이 통폐합되었다. 개황 초에 군이 폐지되면서 현이 폐지되었다. 그러나 얼마 안 가서 일부 지역이 광평현으로 복치되었고 후에 계택현(雞澤縣)으로 개명되었다. 601년(수 문제 인수 원년)에 광평현에서 지금의 이름으로 개명되었다. 무안군을 설치하면서 계택현이 통폐합되었다. |
| 비향현 | 肥鄉縣 | 한단 시 페이샹 현                             | 동위 시기에 폐지되었다가 590년(수 문제 개황 10년)에 복구되었다. |
| 청장현 | 淸漳縣 | 한단 시 광핑 현 평고점진(平固店鎭) 일대       | 596년(수 문제 개황 16년)에 신설되었다. |
| 평은현 | 平恩縣 | 한단 시 취저우 현 동남 남 후촌진(候村鎭) 서북 | |
| 명수현 | 洺水縣 | 한단 시 취저우 현 남리악향(南里岳鄕) 일대     | 과거 척장현(斥漳縣)으로 불렸으며 북제 시기에 평은현이 통폐합되었다. 586년에 곡주현(曲周縣)이 신설되었으나 대업 초에 통폐합되었다. |
| 무안현 | 武安縣 | 한단 시 우안 시                               | 590년에 양읍현(陽邑縣)이 신설되었으나 대업 초에 폐지되었다. 유계(榆溪), 알려산(閼與山), 침수(浸水)가 현경 내에 있었다. |
| 한단현 | 邯鄲縣 | 한단 시                                       | 동위 시기에 폐지되었다. 596년에 복치되면서 척향현(陟鄉縣)이 신설되었지만 대업 초에 폐지되었다. |
| 임명현 | 臨洺縣 | 한단 시 융녠 구                               | 과거 역양현(易陽縣)으로 불렸으며 북제 시기에 양국현(襄國縣)에 통폐합되었다. 북주 시기에는 양국현이 역양현으로 개명되었고 다른지역에 양국현이 따로 신설되었다. 586년에는 역양현이 한단현으로 개명되었다가 590년에 한단현이 임명현으로 개명되었다. 자산(紫山), 구산(狗山), 탑산(塔山)이 현경 내에 있었다.                                                              |